# 八田與一銅像破壞事件
八田與一銅像破壞事件，是指，2017年4月15日，在臺灣臺南市烏山頭水庫，中華統一促進黨黨員破壞八田與一銅像。

## 經過
4月15日晚間，中華統一促進黨黨員李承龍與邱晉芛前往八田與一銅像處，並手持鋸子將八田與一銅像的頭部鋸下，表達對刻意美化殖民歷史之不滿。4月16日下午3點，李承龍在臉書上轉貼吳敦義拜祭八田與一銅像的照片和八田與一銅像被斷頭的照片，被指為企圖藉此影響2017年中國國民黨主席選舉。

## 後續
4月17日，李承龍與邱晉芛在檢方問訊後坦承犯案，動機是不認同八田與一的歷史評價；最後由檢方無保請回，但限制住居。同日，李承龍在臉書批評：「吳敦義拜祭八田與一，會不會太推崇八田桑，乾脆帶回家自己拜」。4月18日，李承龍在臉書表示：「原本要在祭典讓頭突然掉下來」。
4月18日，台南市長賴清德用日文書寫信函向日本八田親族報告銅像狀況並致歉。奇美集團創辦人許文龍得知八田與一銅像破壞事件後，便捐出奇美博物館館內的八田與一銅像（1990年代複製品），由此將館藏銅像的頭部進行切割，再接合至遭破壞的銅像上協助復原，經12天搶修後以複製品接合復原，並於5月7日首度亮相，水利會、南市府舉辦揭幕儀式，邀八田親族觀禮，儀式簡單隆重。
台南地方法院一審判處李承龍5個月有期徒刑，邱晉芛4個月有期徒刑，均可以每日新台幣1,000元易科罰金， 上訴二審駁回定讞。
古蹟銅像的破壞另外涉及其價值的減損，複製復原的費用也可請求民事求償。嘉南農田水利會已經提出求償，但結果還不清楚。

## 各界反應
- 八田與一長孫八田修一表示心痛。[13]
- 日本李登輝之友會募款修復八田與一像。[14]
- 中華民國前副總統吳敦義表示：「我沒有推崇八田與一，只是7、8年前，農民認為八田與一貢獻很大，希望有一個園區，經過大家認同，曾以行政院長身分出席相關活動」。[15]
- 中國國民黨政策會執行長蔡正元表示：「台灣水利之父的銅像也被砍頭，這個水利之父名字叫蔣介石」。[16]
- 中國國民黨前立委邱毅表示：「李承龍有勇氣，像個中國人，敢做敢為」。[17]
- 中國國民黨市議員汪志冰表示：「八田與一這顆頭是民進黨老祖宗的頭」。[18]
- 新黨新思維中心主任侯漢廷表示：「若有台灣人感念八田與一，不是壞就是傻」。[19]
- 台南市長賴清德接受媒體採訪時表示，這種蓄意破壞行為，不被台灣社會接受，任何一個人包括民代在內，都應要有是非，不要為破壞者找理由。[20]